# Квинт Осторий Скапула
Квинт Осторий Скапула (на латински: Quintus Ostorius Scapula) е римски политик от 1 век.
Произлиза от фамилията Остории, клон Скапула. Вероятно е син на Квинт Осторий Скапула, който е първият командир на преторианската гвардия, преториански префект на Древен Рим през 2 пр.н.е. Племенник е на Публий Осторий Скапула, управител на Египет (3 – 10/11 г.), брат на баща му. Вероятно е брат на Публий Осторий Скапула (суфектконсул 46 г. и управител на Британия 47 – 52 г.) и чичо на Марк Осторий Скапула (суфектконсул 59 г.).
Между 41 и 45 г. Квинт Осторий е суфектконсул.